# 九龍巴士278A線
九龍巴士278A線是278X線之特別班次，在每日上午至晚上時間提供服務，來往粉嶺（皇后山）及荃灣（如心廣場）。

## 簡介
278X線一直沒有服務聯和墟居民。其實，278X線延長至聯和墟對上水居民來說是相當繞路和擾民，因此於2001年6月30日起推出278K線與278X線的轉乘優惠，方便聯和墟居民接駁。但轉乘計劃推出後，實際上聯和墟居民平日早上於粉嶺站中途站難以登上本線往葵涌及荃灣，因此在2002年4月29日，278X線的前身—278P線再度「復活」，但行車路線略有不同。由聯和墟開出後經和睦路、粉嶺樓路、沙頭角公路、新運路及掃管埔路後，再依本線原本路線前往荃灣（如心廣場），於早上開出3班輔助本線。
為加強上水覆蓋範圍往返荃葵以及聯繫聯和墟的北區的發展，在九巴和運輸署建議278P線分拆成兩線，新線路線編號訂名278A，只於平日上午由聯和墟開出兩班單向開往荃灣（如心廣場），途經新運路（祥華邨祥頌樓）及馬會道（塘坑）後直接駛入粉嶺公路前往荃灣，不途經百和路及華明, 同時也配合皇后山發展而延長總站和班次。而原有的278P線則改由上水太平邨開出，途經保健路、清河邨、百和路、華明及一鳴路後依舊有路線行走，不再繞經聯和墟及掃管埔路，最終在2017年7月15日開始實行。
2021年9月6日：加停「粉嶺公路轉車站」。
2021年11月30日：粉嶺總站延至山麗苑，去程班次提早開車時間，並增設下午回程班次。
2021年1月26日：粉嶺總站由山麗苑遷往皇后山公共運輸交匯處，來回程取消龍馬路「皇后山」分站。
2022年7月4日：延長星期一至五服務時間，由皇后山開出時間為06:00至09:00，由荃灣（如心廣場）開出時間為07:40、17:00至20:00，同時278X線往荃灣方向的頭班車提早至05:15。
2022年7月25日：提升至每日半全日／全日雙向服務，服務時間如下：
- 往荃灣（如心廣場）
  - 星期一至五（公眾假期除外）06:00 - 13:00
  - 星期六 06:55 - 18:30
  - 星期日及公眾假期 08:00 - 18:30
- 往皇后山
  - 星期一至五（公眾假期除外）07:10 - 07:40、16:00 - 22:00
  - 星期六 08:15 - 22:00
  - 星期日及公眾假期 08:15 - 22:00

2025年3月31日：新增星期一至五 14:00 - 16:00 由皇后山開出及星期一至五 09:05 - 14:05 由荃灣（如心廣場）開出之班次。
2025年5月12日：往皇后山方向於龍馬路皇后山一號外增設中途站。

## 服務時間及班次
| 粉嶺（皇后山）開 | 粉嶺（皇后山）開 | 粉嶺（皇后山）開 | 荃灣（如心廣場）開 | 荃灣（如心廣場）開  | 荃灣（如心廣場）開 |
| 日期             | 服務時間         | 班次（分鐘）     | 日期               | 服務時間            | 班次（分鐘）       |
| ---------------- | ---------------- | ---------------- | ------------------ | ------------------- | ------------------ |
| 星期一至五       | 05:30-06:30      | 30               | 星期一至五         | 07:10、07:40        | 07:10、07:40       |
| 星期一至五       | 06:30-07:30      | 20               | 星期一至五         | 15:05-16:05         | 30                 |
| 星期一至五       | 07:30-13:00      | 30               | 星期一至五         | 16:30、17:00        | 16:30、17:00       |
| 星期一至五       | 13:00-17:00      | 60               | 星期一至五         | 17:30-18:30         | 15                 |
| 星期一至五       | 17:00-18:30      | 30               | 星期一至五         | 18:30-20:00         | 30                 |
| 星期一至五       |                  |                  |                    | 20:00-21:40         | 25                 |
| 星期一至五       | 21:40-23:10      | 30               |                    |                     |                    |
| 星期六           | 05:30-06:30      | 30               | 星期六             | 08:15               | 08:15              |
| 星期六           | 06:30-08:30      | 20               | 星期六             | 08:55-16:25         | 30                 |
| 星期六           | 08:30-18:30      | 30               | 星期六             | 16:25-21:45         | 20                 |
|                  |                  |                  | 星期六             | 22:10、22:40、23:10 |                    |
| 星期日及公眾假期 | 08:00-18:30      | 30               | 星期日及公眾假期   | 08:15               | 08:15              |
|                  |                  |                  | 星期日及公眾假期   | 08:55-16:25         | 30                 |
| 16:25-18:25      | 20               |                  | 星期日及公眾假期   |                     |                    |
| 18:25-20:55      | 30               |                  | 星期日及公眾假期   |                     |                    |
| 20:55-22:10      | 25               |                  | 星期日及公眾假期   |                     |                    |
| 22:10-23:10      | 30               |                  | 星期日及公眾假期   |                     |                    |

## 收費
全程：$14.2
- 可風中學往荃灣（如心廣場）：$6.4
- 過粉嶺公路後往粉嶺（皇后山）：$5.8

乘客若在城門隧道轉車站轉乘本線往皇后山邨，須補付車費$5.4；而往荃灣則可獲免費轉乘，另（本線可於城門隧道轉車站免費轉車往葵芳、葵盛、荔景、美孚、青衣及荃灣灣景花園）。
| - 本線設有12歲以下小童及65歲或以上長者半價優惠。 - 65歲或以上香港居民使用「樂悠咭」，以及12歲以下合資格殘疾兒童使用「殘疾人士身份」個人八達通繳付車資，均可享有每程$2.0或半價（以較低者為準）的票價優惠；12至64歲合資格殘疾人士使用「殘疾人士身份」個人八達通（包括「樂悠咭」），以及60至64歲香港居民使用「樂悠咭」繳付車資，均可享有每程$2.0或全費（以較低者為準）的票價優惠。 - 65歲或以上長者如使用長者或一般個人八達通繳付車資，則只可享有半價優惠；12至64歲合資格殘疾人士如不使用「殘疾人士身份」個人八達通，以及60至64歲人士如不使用「樂悠咭」繳付車資，必須繳付全費。 - 乘客可以現金或八達通於上車時付款，不設找續。 - 每位成人乘客可免費攜帶最多兩名4歲以下而不佔座位的兒童乘客乘車，超額之4歲以下小童必須繳付小童車費乘車。 - 持有「九巴月票」之乘客在車票有效期內，每日可享最多10程任何九龍巴士及龍運巴士路線（包括本路線，以及聯營路線的九龍巴士／龍運巴士提供的班次；惟乘搭機場「A」及「NA」線則可享原價二七折優惠（不會計算每天10次合資格車程））；而B1線則每日可享最多各2程（不會計算每天10次合資格車程）。 - 九龍巴士、城巴、龍運巴士及陽光巴士全職員工及家屬（不包括外判職員）可免費乘搭本路線，惟必須拍職員或職員家屬八達通。 - 乘客亦可透過多元化電子支付系統（e度嘟）繳付車資，包括使用非接觸式VISA卡、JCB卡、萬事達卡、銀聯卡、美國運通、大來國際、Discover Card、Apple Pay、Google Pay、Samsung Pay、AlipayHK「易乘碼」、支付寶、WeChatHK／微信支付「搭車碼」、銀聯雲閃付「乘車碼」及BOC Pay「乘車碼」。乘客使用此付款方式，使用此支付方式的乘客可享有中途下車之分段收費，以及與其他九巴／龍運獨營路線或聯營線九巴／龍運班次之轉乘優惠，惟不適用於與非九巴／龍運路線之轉乘優惠，亦不能享有「公共交通費用補貼計劃」及「長者及合資格殘疾人士公共交通票價優惠計劃」。 |

### 八達通轉乘優惠
乘客登上本線後150分鐘內以同一張八達通卡轉乘以下路線，或從以下路線登車後150分鐘內以同一張八達通卡轉乘本線，次程可獲車資折扣優惠：
278A ⇄ 70K、273A
- 278A往皇后山 → 70K往清河或273A往彩園，次程車資全免
- 70K往273A往華明 → 278A往荃灣，回贈首程車資

278A ⇄ 北區區內路線，次程可獲$4.2折扣優惠
- 278A往皇后山 → 73K往文錦渡、78K往沙頭角、79K往打鼓嶺或278K往聯和墟
- 73K、78K、79K往上水或278K往粉嶺站 → 278A往荃灣

278A ⇄ 荃灣／葵青區路線，次程可獲$4.2折扣優惠
- 278A往荃灣 → 31M往石籬、39M往荃威花園、42M往長宏、234A/B往浪翠園、235M往安蔭、238M往海濱花園或243M往美景花園
- 31M往葵芳站、39M往荃灣站、42M往愉景新城、234A/B往荃灣西站、235M往葵芳站、238M往荃灣站或243M往愉景新城 → 278A往皇后山

278A ⇄ 屯門路線，次程可獲$4.2折扣優惠
- 278A往荃灣 → 57M、58M/P、59M、60M、61M、66M、67M或260C往屯門
- 57M、58M/P、59M、60M、61M、66M、67M、259E或260C往荃灣／葵青 → 278A往皇后山

278A ⇄ 粉嶺公路轉車站路線
- 278A往荃灣 ⇄ 73B、270A、270B、270C、270D、270P、274、277A、277E、277P、277X、673(P)，首程或次程全程車資，以較高者為準

## 行車路線
粉嶺（皇后山）開 經：龍馬路（東行）、掉頭、龍馬路（西行）、沙頭角公路—龍躍頭段、聯安街、聯和墟巴士總站、和泰街、和睦路、粉嶺樓路、沙頭角公路一龍躍頭段、新運路、馬會道、粉嶺公路、吐露港公路、大埔公路-沙田段、城門隧道公路、城門隧道、和宜合交匯處、和宜合道、昌榮路、昌榮路迴旋處、青山公路（葵涌段、荃灣段）及大河道。
荃灣（如心廣場）開經：大河道、青山公路（荃灣段、葵涌段）、昌榮路迴旋處、昌榮路、和宜合道、和宜合交匯處、城門隧道、城門隧道公路、大埔公路—沙田段、吐露港公路、粉嶺公路、馬會道、新運路、沙頭角公路一龍躍頭段、龍馬路、皇后山公共運輸交匯處、龍馬路（東行）、掉頭及龍馬路（西行）。

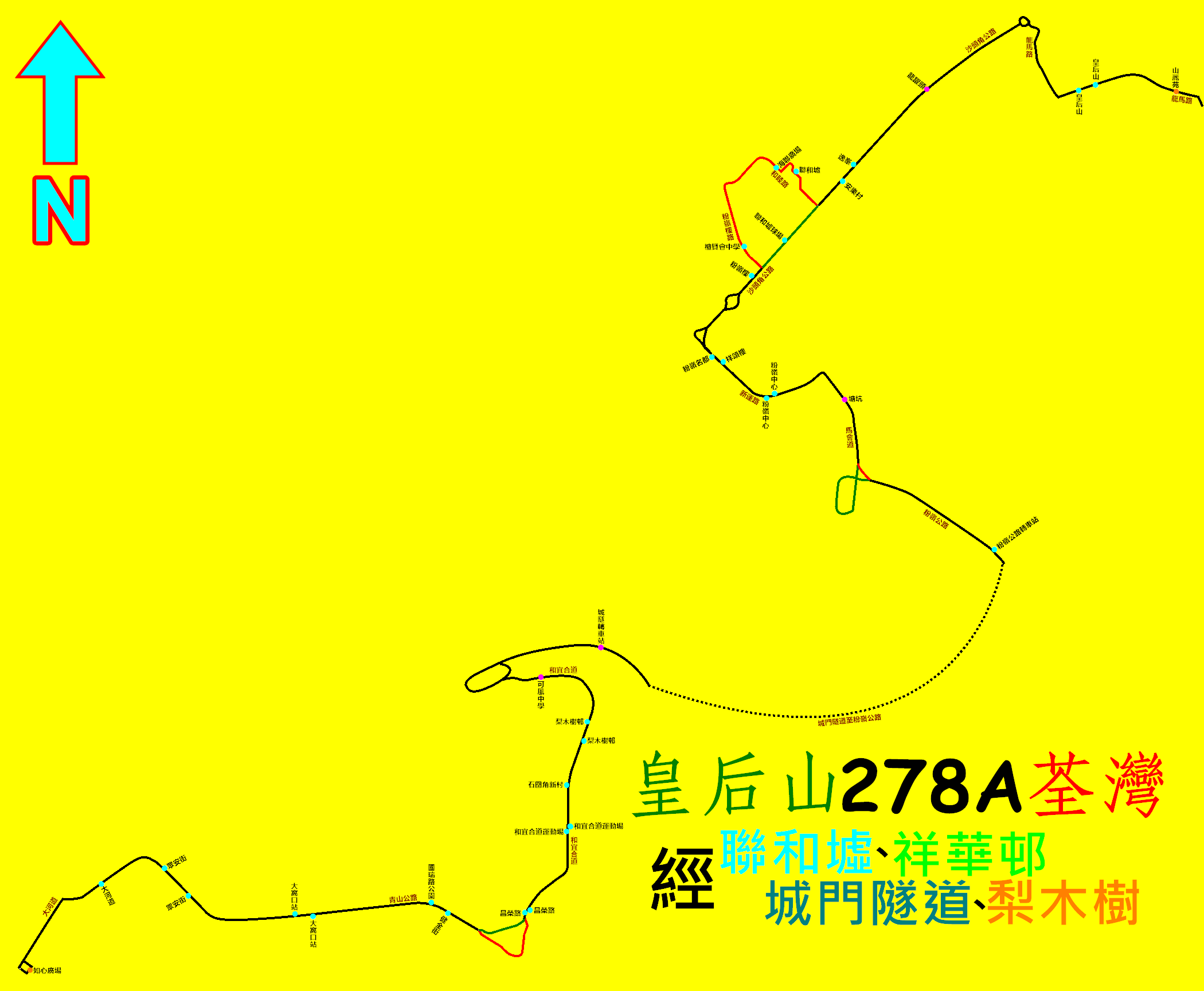

具體停站請參考資訊框

### 引用
1. ↑  中途站，乘客可以在此站以後繼續行程
2. 1 2  . 九龍巴士（一九三三）有限公司.   [2023-07-09]. （原始内容存档于2023-06-25） （中文（香港））.
3. ↑  九龍巴士（一九三三）有限公司，〈278A 278P 粉嶺聯和墟 上水太平→荃灣如心廣場〉［乘客通告］。（頁一 （页面存档备份，存于）、頁二 （页面存档备份，存于））
4. ↑   (PDF).   [2021-09-02]. （原始内容 (PDF)存档于2021-09-03）. （页面存档备份，存于）
5. ↑  .   [2021-11-22]. （原始内容存档于2022-03-10）. （页面存档备份，存于）
6. ↑   (PDF).   [2022-01-20]. （原始内容 (PDF)存档于2022-01-20）. （页面存档备份，存于）
7. ↑  .   [2022-06-28]. （原始内容存档于2022-06-28）. （页面存档备份，存于）
8. ↑   (PDF).   [2022-06-28]. （原始内容存档 (PDF)于2022-06-30）. （页面存档备份，存于）
9. ↑  .   [2022-07-19]. （原始内容存档于2022-07-19）. （页面存档备份，存于）

### 書籍
- 郭炳華. . 香港: 80M巴士專門店. 2010年. ISBN 962-8686-95-X.
- 容偉釗. . 香港: 利通圖書文具. 2016: 160-161頁. ISBN 9789628414734.

## 外部連結
- 九巴官方網站-九巴278A資料
- 香港巴士大典上的相关条目：九巴278A線